# Église Santa Maria delle Grazie (Civitaretenga)
Pour les articles homonymes, voir Santa Maria delle Grazie.
L'église Santa Maria delle Grazie est une église rurale située à Civitaretenga, frazione de la commune de Navelli, dans la province de  L'Aquila. 

## Description

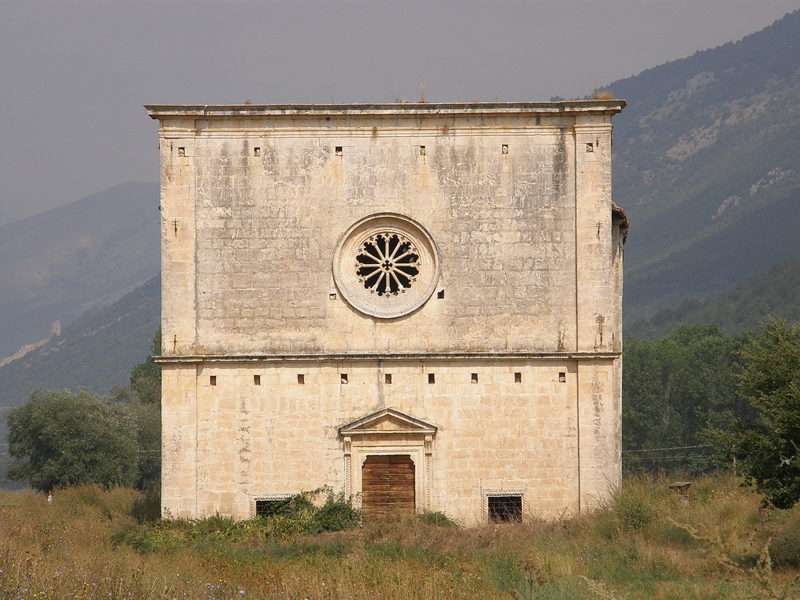
Façade de l'église, typique de L'Aquila.

Construite au XVIe siècle, elle présente un type de façade carrée (facciata quadrata) fréquent dans la région sur laquelle la rosace centrale est séparée du portail par une corniche de type Renaissance. Le corps du bâtiment est recouvert d'un toit de tuiles qui abrite un intérieur très dépouillé comportant une seule nef.
Importante pour l'histoire du territoire, elle témoigne d'un modèle caractéristique de l'architecture religieuse liée à la transhumance. 
Placée au croisement de deux tratturi,  L’Aquila– Foggia et  Centurelle- Montesecco, l'église Santa Maria delle Grazie rappelle également, par ses formes et par sa grande nef, son ancienne fonction d'abri pour les bergers.
La dédicace à Santa Maria delle Grazie est  fréquente dans la région des Abruzzes : à ne pas confondre avec l'église homonyme Santa Maria delle Grazie également située sur la commune de Navelli. 